# Escola Secundária de Bocage
A Escola Secundária du Bocage é uma escola pública de ensino secundário, situada em Setúbal.

## As origens
Foi criada em 1-10-1857 com a designação inicial de Liceu Setubalense, por António Maria de Campos Rodrigues, numa iniciativa particular prevista no Decreto de Passos Manuel, de 17-11-1836, que criou a rede nacional de liceus (um em cada capital de distrito e dois em Lisboa).
Em 8-11-1858, António José Batista Hentze criou o Liceu Municipal de Setúbal, com apoio da Câmara Municipal.
Ambos os liceus estavam fora da rede de liceus de Passos Manuel, porque Setúbal nem era capital de distrito nem cidade. Só em 1860 passou a cidade e em 1926 foi capital de distrito.
Os dois liceus, que funcionavam, ambos, no Convento da Boa-Hora, da Ordem dos Agostinhos Descalços (ou padres Grilos), foram fundidos em 1863 no Liceu Municipal Setubalense, que funcionou até 1884, quando foi substituído pela Escola Municipal Secundária. Esta escola já pertencia à rede oficial de liceus, como uma escola liceal de 3.ª categoria, que oferecia, apenas, os dois primeiros anos do Curso Geral de cinco anos (até ao 9.º ano de hoje, incluindo os dois anos do actual 2.º Ciclo do Básico). Por sua vez, esta foi substituída, em 1903, pelo Liceu Nacional de Setúbal, que, pela primeira vez, lecionou até ao 5.º ano (hoje 9.º ano), pois as três escolas anteriores só davam, apenas, os dois primeiros anos do Curso Geral e esses estudos tinham de ser validados num liceu oficial de Lisboa. Eram instituições muito frágeis, em 1860 o Liceu Setubalense tinha 18 alunos e o Liceu Municipal de Setúbal tinha 28 alunos.
Em 1903 passou a integrar a rede nacional de estabelecimentos de ensino secundário, com o nome de Liceu Nacional de Setúbal, que oferecia só o curso geral (os cinco primeiros anos do ensino liceal, equivalentes, actualmente, aos dois anos do 2.º Ciclo do Básico mais os três anos do 2. Ciclo do Básico. Durante algum tempo era, também, chamado Liceu de Bocage.
Depois de 1903, adotou, sucessivamente, as seguintes denominações:
- De 1903/04 até 1920/21, Liceu Nacional de Setúbal (Curso Geral, de 5 anos). Mas, efetivamente, só em 1906/07 teve os cinco anos, porque como vinha com, apenas, dois anos de antes, foi acrtescentando um em cada ano.
- Em 1921/22 e 1922/23, Liceu Central de Setúbal (Curso Geral, de 5 anos, e Curso Complementar, de 2 anos);
- Em 1923/24 e 1924/25, Liceu Nacional de Setúbal (Curso Geral, de 5 anos);
- De 1925/26 até 1927/28, Liceu Central de Setúbal (Curso Geral, de 5 anos, e Curso Complementar, de 2 anos);
- De 1928/29 a 1935/36 ,Liceu Nacional de Setúbal (Curso Geral, de 5 anos);
- De 1936/37 até 1947/48, Liceu Provincial de Setúbal (Curso Geral, de 5 anos);
- De 1947/48 até 1977/78, Liceu Nacional de Setúbal (Curso Geral, de 5 anos, e Curso Complementar, de 2 anos. O Curso Complementar foi introduzido s+o em 1956/57)
- A denominação passou, a partir de 1978/79 para Escola Secundária de Bocage, e, recentemente, para Escola Secundária du Bocage[1]

### O papel da Câmara Municipal de Setúbal
Na sua obra A Instrução Nacional António da Costa, referindo-se ao Liceu Municipal de Setúbal, escreve:
«É a Câmara de Setúbal, a mais benemérita, o grande exemplo, suministrando subsídios para as próprias escolas oficiais, abrindo escolas a expensas do seu cofre, pagando o ensino de meninas desvalidas, construindo edifícios escolares, e sendo a única das câmaras do reino que sustenta um liceu municipal onde se inauguraram cursos de instrução complementar e profissional, conquistando assim, pelo espírito ilustrado das suas vereações, a gloriosa primazia de entre todas as câmaras, na questão do ensino popular.»

## As secções
Na área de influência geográfica do Liceu Nacional de Setúbal, funcionaram, a partir do ano letivo de 1962-1963, três secções:
- Secção do Barreiro, que se autonomizou em 1972;
- Secção de Santiago do Cacém, que se autonomizou no final da década de setenta;
- Secção feminina, que foi extinta em 1972, com a criação da Escola Preparatória de Bocage.[1]

## As instalações
Depois de algumas instalações provisórias, o Liceu Nacional de Bocage foi dotado, em 1908, de um edifício próprio, construído especificamente para esse fim, na Avenida Mariano de Carvalho, sob projeto do arquiteto Rosendo Carvalheira.
Alegados problemas estruturais levaram ao abandono deste edifício, tendo voltado a ocupar instalações provisórias até à mudança, em 1949, para o edifício que hoje ocupa, na Avenida Dr. Rodrigues Manito, construído sob projeto do arquiteto José Sobral Branco.

## O património museulógico
O Liceu foi dotado de um importante património mudeológico em que sobressai a doação de Arronches Junqueiro.
Este património encontra-se descrito na obra Património museológico, editada em 2013
No inventário do Património Museológico da Educação, encontra-se o registo de 727 peças do património museológico da Escola Secundária de Bocage.